# 中村千絵
中村 千絵（なかむら ちえ、1978年5月14日 -）は、日本の女性声優。アクセルワン所属。東京都出身。

## 経歴
幼少の頃から歌や芝居に興味を持ち、小学生時代に児童劇団に、中学生時代は演劇部に所属。当初は宝塚歌劇団を志望するが、ダンスが苦手だったために断念、その際に「声優は色々なことができる」と妹のアドバイスを受け、声優への道を志す。高校時代にオフィス薫の養成所に入学、入所試験時に同事務所の代表を務める声優村松康雄に誘いを受け、本事務所に所属。以降、声優として活動を開始する。
2012年4月に長年所属したオフィス薫を退所し、フリーを経て、2012年7月1日からアクセルワンに在籍している。
2022年11月28日、特定疾患の一つである潰瘍性大腸炎を患い療養のため活動を休止していることが所属事務所のアクセルワンから発表された。出演中だった『デリシャスパーティ♡プリキュア』の和実あきほ役は、第39話から恒松あゆみへと引き継がれ、そのまま降板となった。その後、2023年1月13日より体調を考慮しながら徐々に仕事を再開していくことが発表された。

## 人物
声種はメゾソプラノ - アルト。
趣味は歌うこと、読書、テディベア作り。特技は猫の鳴き真似。

## 出演
太字はメインキャラクター。

### テレビアニメ
1998年
- DTエイトロン（エリス）

1999年
- クレヨンしんちゃん（1999年 - 2014年、園児、受付、子供、受付の女性、ユキコ 他）
- デュアル!ぱられルンルン物語（弥生・シュバエル）
- 火魅子伝（霄霏）

2000年
- とっとこハム太郎（ユリ）

2001年
- スターオーシャンEX（エラノールの母）

2002年
- NARUTO -ナルト-（2002年 - 2007年、春野サクラ）

2003年
- ギルガメッシュ（円紀世子）
- 瓶詰妖精（スカウト）

2004年
- 巌窟王（ユージェニー・ド・ダングラール）
- ゾイドフューザーズ（スイート）

2005年
- 銀盤カレイドスコープ（矢野瞳）
- ドラえもん（テレビ朝日版第2期）（2005年 - 2012年、ヒデヨ、ブツブツ交換機、キャッチャー、亀吉 他）
- ブラック・ジャック（子供、女性生徒、FA）
- 名探偵コナン（2005年 - 2007年、前園仁美、江角栄子、沼田巡査〈2代目〉 他）
- ロックマンエグゼStream（シャンカ）

2006年
- ああっ女神さまっ それぞれの翼（矢間野里子）
- あたしンち（女子C）
- ディノブレイカー（リアン）
- 西の善き魔女 Astraea Testament（リティシア）
- ブラック・ジャック21（ジル）
- xxxHOLiC（なな未）
- MUSASHI -GUN道-（夢姫）
- 妖怪人間ベム（サラ）

2007年
- シャンプー王子（シトヤ王女）
- 神霊狩/GHOST HOUND（中嶋智香）
- DARKER THAN BLACK -黒の契約者-（ブリタ、EPRメンバー）
- NARUTO -ナルト- 疾風伝（2007年 - 2017年、春野サクラ、スズメ）
- ハローキティ りんごの森とパラレルタウン（エミリーのママ）

2008年
- ゴルゴ13（サラ・ペリアン）
- ポルフィの長い旅（ジゼール）
- モノクローム・ファクター（女子アナ）

2009年
- 銀魂（トム）

2010年
- けいおん!!（川上さん）
- ご姉弟物語（助手）
- 極上!!めちゃモテ委員長 セカンドコレクション（尾蘭歌子）
- スティッチ! 〜ずっと最高のトモダチ〜（三子）

2011年
- クレヨンしんちゃん（SHIN-MEN）（コン）
- 夏目友人帳 参（羽の妖怪）

2012年
- エウレカセブンAO（レベッカ・ハルストレム）
- エリアの騎士（看護師）
- 夏雪ランデブー（客）
- NARUTO -ナルト- SD ロック・リーの青春フルパワー忍伝（春野サクラ）
- ファイ・ブレイン 神のパズル シリーズ（2012年 - 2014年、ソリティア） - 2シリーズ

2013年
- 大人女子のアニメタイム 「どこかではないここ 山本文緒」
- サムライフラメンコ（2013年 - 2014年、石原澄）

2014年
- 金田一少年の事件簿R（十神えりな）

2015年
- まじっく快斗1412（今泉麗子）

2016年
- 逆転裁判 〜その「真実」、異議あり!〜（2016年 - 2019年、綾里千尋、高日美佳） - 2シリーズ
- ジョーカー・ゲーム（シンシア・グレーン）
- B-PROJECT〜鼓動*アンビシャス〜（通訳）

2017年
- BORUTO-ボルト- NARUTO NEXT GENERATIONS（2017年 - 、うちはサクラ / 春野サクラ）
- バチカン奇跡調査官（マリーン）

2018年
- 東京喰種トーキョーグール:re（松前）
- あかねさす少女（奈々の母）
- BAKUMATSU（女囚）
- マヌ〜ルのゆうべ

2019年
- どろろ（縫の方）
- 文豪ストレイドッグス（鏡花母）
- PSYCHO-PASS サイコパス 3（ヴェーラ・ザハリアス）

2020年
- うちタマ?! 〜うちのタマ知りませんか?〜（ご主人様）
- GO!GO!アトム

2021年
- 呪術廻戦（加茂母）
- 世界最高の暗殺者、異世界貴族に転生する（クラリス）

2022年
- デリシャスパーティ♡プリキュア（和実あきほ〈初代〉）
- ハコヅメ〜交番女子の逆襲〜（ユカリ）

2024年
- 菜なれ花なれ（美空心）

2025年
- アン・シャーリー（スペンサー夫人）
- 光が死んだ夏（忌堂雪）

### 劇場アニメ
1999年
- 逮捕しちゃうぞ the MOVIE（家寿田美苗）

2004年
- 劇場版 NARUTO -ナルト- 大活劇!雪姫忍法帖だってばよ!!（春野サクラ）
- 劇場版 NARUTO -ナルト- 木ノ葉の里の大うん動会（春野サクラ）

2005年
- クレヨンしんちゃん 伝説を呼ぶブリブリ 3分ポッキリ大進撃（ホステスA）
- 劇場版 NARUTO -ナルト- 大激突!幻の地底遺跡だってばよ（春野サクラ）

2006年
- 劇場版 NARUTO -ナルト- 大興奮!みかづき島のアニマル騒動だってばよ（春野サクラ）

2007年
- 河童のクゥと夏休み（遠野駅アナウンス）
- 劇場版 NARUTO -ナルト- 疾風伝（春野サクラ）

2008年
- 劇場版 NARUTO -ナルト- 疾風伝 絆（春野サクラ）
- ジーニアス・パーティ・ビヨンド「GALA」（ハゴロモ）

2009年
- 劇場版 NARUTO -ナルト- 疾風伝 火の意志を継ぐ者（春野サクラ）

2010年
- 劇場版 NARUTO -ナルト- 疾風伝 ザ・ロストタワー（春野サクラ）
- 劇場版 NARUTO -ナルト- そよかぜ伝 ナルトと魔神と3つのお願いだってばよ!!（春野サクラ）

2011年
- 映画けいおん!（川上さん）
- 劇場版 NARUTO -ナルト- ブラッド・プリズン（春野サクラ）
- 劇場版 NARUTO -ナルト- 炎の中忍試験! ナルトVS木ノ葉丸!!（春野サクラ）

2012年
- ROAD TO NINJA -NARUTO THE MOVIE-（春野サクラ）

2013年
- キャプテンハーロック -SPACE PIRATE CAPTAIN HARLOCK-

2014年
- THE LAST -NARUTO THE MOVIE-（春野サクラ）

2015年
- BORUTO -NARUTO THE MOVIE-（うちはサクラ）

2018年
- 文豪ストレイドッグス DEAD APPLE（鏡花母）

2022年
- 映画 デリシャスパーティ♡プリキュア 夢みる♡お子さまランチ!（和実あきほ）

### OVA
- Weiß kreuz（1999年、レイナ）
- NARUTO -ナルト- 紅き四つ葉のクローバーを探せ（2003年、春野サクラ）
- NARUTO -ナルト- 滝隠れの死闘 オレが英雄だってばよ!（2004年、春野サクラ）
- けいおん!（2010年、川上さん）
- エウレカセブンAO -ユングフラウの花々たち-（2012年、レベッカ）
- 東京喰種トーキョーグール【PINTO】（2015年、松前）
- 天地無用！GXP パラダイス始動編　(2023年、福)

### Webアニメ
- エウレカセブンAO「ロード・ドント・スロー・ミー・ダウン」（2017年、レベッカ[22]）
- DEVILMAN crybaby（2018年、不動香織）

### ゲーム
2003年
- NARUTO -ナルト- 激闘忍者大戦!（春野サクラ）
- NARUTO -ナルト- 激闘忍者大戦!2（春野サクラ）
- NARUTO -ナルト- 忍の里の陣取り合戦（春野サクラ）
- NARUTO -ナルト- ナルティメットヒーロー（春野サクラ）

2004年
- NARUTO -ナルト- 激闘忍者大戦!3（春野サクラ）
- NARUTO -ナルト- ナルティメットヒーロー2（春野サクラ）

2005年
- エウレカセブン TR1:NEW WAVE（ジリアン・ハミルトン）
- テイルズ オブ ジ アビス（ノエル・ニークス、ジョゼット・セシル、マリィ）
- NARUTO -ナルト- うずまき忍伝（春野サクラ）
- NARUTO -ナルト- 激闘忍者大戦!4（春野サクラ）
- NARUTO -ナルト- ナルティメットヒーロー3（春野サクラ）
- ラジアータ ストーリーズ（アリシア）

2006年
- エウレカセブン NEW VISION（ジリアン・ハミルトン）
- ソニックライダーズ（ウェーブ・ザ・スワロー）
- テイルズ オブ ファンタジア -フルボイスエディション-（フラムベルク）
- NARUTO -ナルト- 木ノ葉スピリッツ!!（春野サクラ）
- NARUTO -ナルト- ナルティメットポータブル（春野サクラ）
- NARUTO -ナルト- 忍列伝（春野サクラ）
- バトルスタジアム D.O.N（春野サクラ）

2007年
- ソウルキャリバー レジェンズ（ソフィーティア・アレクサンドル）
- テイルズ オブ ファンダム Vol.2（サフィール〈少年〉）
- NARUTO -ナルト- 激闘忍者大戦!EX（春野サクラ）
- NARUTO -ナルト- 激闘忍者大戦!EX2（春野サクラ）
- NARUTO -ナルト- 疾風伝 ナルティメットアクセル（春野サクラ）
- NARUTO -ナルト- 疾風伝 ナルティメットアクセル2（春野サクラ）

2008年
- ヴァルキリープロファイル 咎を背負う者（ローザ）
- ソウルキャリバーIV（ソフィーティア・アレクサンドル）
- ソニックライダーズ シューティングスターストーリー（ウェーブ・ザ・スワロー）
- NARUTO -ナルト- 激闘忍者大戦!EX3（春野サクラ）
- NARUTO -ナルト- 疾風伝 最強忍者大結集 激突!! ナルトVSサスケ（春野サクラ）
- NARUTO -ナルト- 疾風伝 忍列伝 II（春野サクラ）

2009年
- 機動戦士ガンダム戦記（シェリー・アリスン）
- ソウルキャリバー Broken Destiny（ソフィーティア・アレクサンドル）
- NARUTO -ナルト- ナルティメットストーム（春野サクラ）
- NARUTO -ナルト- 疾風伝 ナルティメットアクセル3（春野サクラ）
- NARUTO -ナルト- 疾風伝 忍列伝 III（春野サクラ）
- NARUTO -ナルト- 疾風伝 龍刃記（春野サクラ）

2010年
- ソニック フリーライダーズ（ウェーブ・ザ・スワロー）
- テイルズ オブ ファンタジア なりきりダンジョンX（フラムベルク）
- NARUTO -ナルト- 激闘忍者大戦!SPECIAL（春野サクラ）
- NARUTO -ナルト- 疾風伝 キズナドライブ（春野サクラ）
- NARUTO -ナルト- 疾風伝 ナルティメットストーム2（春野サクラ）
- NARUTO -ナルト- 疾風伝 忍術全開!チャクラッシュ!!（春野サクラ）

2011年
- SDガンダム GGENERATION（2011年 - 2016年、シェリー・アリスン / タチアナ・デーア、マイキャラクターボイス女性5〈GENESIS〉） - 3作品
- NARUTO -ナルト- 疾風伝 ナルティメットインパクト（春野サクラ）
- NARUTO -ナルト- 疾風伝 忍立体絵巻!最強忍界決戦!!（春野サクラ）

2012年
- ソウルキャリバーV（エリュシオン）
- NARUTO -ナルト- 疾風伝 ナルティメットストームジェネレーション（春野サクラ）

2013年
- NARUTO -ナルト- 疾風伝 ナルティメットストーム3（春野サクラ）
- Butterfly Lip（小鳥遊みちる）
- 無双OROCHI2 Ultimate（ソフィーティア・アレクサンドル）

2014年
- グランブルーファンタジー（2014年 - 2021年、マライア、アマール）
- NARUTO -ナルト- 疾風伝 ナルティメットストームレボリューション（春野サクラ）

2015年
- ドラゴンズドグマ オンライン（女性覚者 ボイス5）

2016年
- グリムノーツ（ティタニア）
- SA7 SILENT ABILITY SEVEN（ミズ・ジューン）
- NARUTO -ナルト- 疾風伝 ナルティメットストーム4（春野サクラ）
- 雷子-紺碧の章-（鬼谷子）

2017年
- GOD WARS 〜時をこえて〜（ツクヨミ）

2018年
- ソウルキャリバーVI（ソフィーティア・アレクサンドル）

2019年
- 崩壊3rd（ジャッカル）

2021年
- ガールズコントラスト（シャドー）

2022年
- タクティクスオウガ リボーン（アロセール・ダーニャ）

2023年
- ドラゴンクエストモンスターズ3 魔族の王子とエルフの旅（受付係〈エンドール闘技場〉）

2024年
- 岩倉アリア（岩倉アリア）

### ドラマCD
- エンジェル・プロファイル オリジナルドラマCD 「Boys,be ambitious!」（ナナリー）
- 疵 スキャンダル（桐原弥生）
- 怪異いかさま博覧亭（瀬戸大将）
- 巌窟王 audio drama 異形の貴公子（ユージェニー）
- っポイ!（天野昭）
- 西の善き魔女 番外編ドラマCD「赤毛の貴公子と黒髪の少年」（リティシア）

### ラジオドラマ
- VOMIC
  - NARUTO -ナルト-（春野サクラ）
  - ロック・リーの青春フルパワー忍伝（春野サクラ）

### 吹き替え

#### 担当女優
エイミー・アダムス
- アメリカン・ハッスル（シドニー・プロッサー）
- ウーマン・イン・ザ・ウィンドウ（アナ・フォックス博士）
- クルーエル・インテンションズ2（キャスリン）
- 人生の特等席（ミッキー・ロベル）
- DCエクステンディッド・ユニバース（ロイス・レイン）
  - マン・オブ・スティール
  - バットマン vs スーパーマン ジャスティスの誕生
  - ジャスティス・リーグ
  - ジャスティス・リーグ:ザック・スナイダーカット

- ディア・エヴァン・ハンセン（シンシア・マーフィー）
- ノクターナル・アニマルズ/夜の獣たち（スーザン・モロー）
- バイス（リン・チェイニー）
- メッセージ（ルイーズ・バンクス）

オルガ・キュリレンコ
- オブリビオン（ジュリア・ルサコヴァ）
- マーベル・シネマティック・ユニバース（アントニア・ドレイコフ / タスクマスター）
  - ブラック・ウィドウ
  - サンダーボルツ*

キルスティン・ダンスト
- アップサイドダウン 重力の恋人（エデン）
- ウィンブルドン（リジー）
- エターナル・サンシャイン（メアリー）
- モナリザ・スマイル（ベティー）

#### 映画
- アート・オブ・ウォー ※ソフト版
- RV（キャシー・マンロー〈ジョジョ〉）
- あの頃ペニー・レインと
- アメリカン・パイ in ハレンチ・マラソン大会（トレイシー〈ジェシー・シュラム〉）
- アメリカン・パイ3 ウェディング大作戦（ケイデンス〈ジャニュアリー・ジョーンズ〉）
- 愛しのアクアマリン（クレア〈エマ・ロバーツ〉）
- インターンシップ
- オーバー・ザ・レインボウ（ヨニ〈チャン・ジニョン〉）
- カデット・ケリー
- 菊花の香り〜世界でいちばん愛されたひと〜（ヒジェ〈チャン・ジニョン〉）
- キャンプ・ロック（テス〈メガン・ジェット・マーティン〉）
- キャンプ・ロック2 ファイナル・ジャム（テス〈メガン・ジェット・マーティン〉）
- キラーコンドーム（フィリス・ヒギンズ）
- グッバイ・クリストファー・ロビン（オリーヴ〈ケリー・マクドナルド〉）
- クライモリ デッド・パーティ（リタ〈ロクサンヌ・マッキー〉）
- グリーンブック（ドロレス・バレロンガ〈リンダ・カーデリーニ〉[44]）
- クリスマス・クロニクル（クレア・ピアース〈キンバリー・ウィリアムズ＝ペイズリー〉[45]）
- クリスマス・クロニクル PART2（クレア・ピアース〈キンバリー・ウィリアムズ＝ペイズリー〉
- グレイテスト・ショーマン（チャリティ・バーナム〈ミシェル・ウィリアムズ〉）
- クローバーフィールド・パラドックス（エヴァ・ハミルトン〈ググ・バサ＝ロー〉）
- 結婚前夜〜マリッジブルー〜（ソニ〈イ・ヨニ〉）
- ザ・ヒル（アンジェラ〈マヤ・パリッシュ〉）
- ザ・トゥルーロマンス（カリル〈シャノン・ルシオ〉）
- 残酷な出勤（テヒ〈コ・ウナ〉）
- JIGSAW ルール・オブ・デス（エイルサ）
- シークレット ウインドウ
- ジーパーズ・クリーパーズ（トリッシュ〈ジーナ・フィリップス〉）
- ジュラシック・クロコダイル 怒りのデス・アイランド（アリス〈サイ・ベネット〉）
- シンプル・シモン（イェニファー〈セシリア・フォルス〉）
- スウィーニー・トッド（アリス）
- センダー/超誘導体
- ダークブレイド（フランシス）
- 太陽に向かって（カン・スジン〈キム・ジョンファ〉）
- ダブルマックス（ポック）
- ダロウェイ夫人
- チャイルド・プレイ/誕生の秘密（ニカ〈フィオナ・ドゥーリフ〉）
  - チャイルド・プレイ 〜チャッキーの狂気病棟〜
- 桃さんのしあわせ（チョイ主任〈チン・ハイルー〉）
- デイ・オブ・ザ・デッド（サラ〈ミーナ・スヴァーリ〉）
- ディープ・ブルー（バード）DVD版
- ディフェンダー
- テイラー・オブ・パナマ
- デス・オブ・ミー（クリスティン〈マギー・Q〉[46]）
- トゥームレイダー（ララの少女時代）フジテレビ版
- dot.ドット（ドット〈カミーラ・ベル〉）
- トム・ヤム・クン!
- ドラゴンゲート 空飛ぶ剣と幻の秘宝（チャン・シャオウェン〈グイ・ルンメイ〉）
- 鳥（キャシー・ブレナー〈ヴェロニカ・カートライト〉）※BD版
- ナニー・マクフィーの魔法のステッキ（エヴァンジェリン〈ケリー・マクドナルド〉）劇場公開版
- 7日間の恋人（チョイ・ユン〈ジン・ティエン〉）
- 寝取られ男のラブ♂バカンス（サラ・マーシャル〈クリスティン・ベル〉）
- ハーバー・クライシス 都市壊滅（特捜課鑑識官ラン・シーイン〈チャン・チュンニン〉）
- 陽のあたる場所（〈エリザベス・テイラー〉）
- ブライダル・ウォーズ（エマ〈アン・ハサウェイ〉）
- ブランデッド（アビー・ギボンズ〈リーリー・ソビエスキー〉）
- マーサの幸せレシピ
- マイ・ブラザー（ミリョン〈イ・ボヨン〉）
- マインド・シューター（ルース）
- ブライド（ヘザー〈エミリー・バーグル〉）
- マッハ!!!!!!!!（ムエ〈プマワーリー・ヨートガモン〉）
- モンスター・ハント（カク・ショウラン〈バイ・バイホー〉）
- ライフ・イズ・ビューティフル（教師）※DVD版
- ラン・スルー・ザ・ナイト（サーシャ〈アンナ・チポフスカヤ〉）
- レプリカズ（モナ・フォスター〈アリス・イヴ〉）
- ロード・トリップ（ティファニー〈レイチェル・ブランチャード〉）

#### ドラマ
- アガサ・クリスティー ABC殺人事件（ソーラ・グレイ〈フレイヤ・メイヴァー〉[47]）
- 秋の童話〜オータム・イン・マイ・ハート〜（シン・ユミ〈ハン・ナナ〉）
- アリー my Love
- ALPHAS/アルファズ（アンナ）
- アンフォゲッタブル 完全記憶捜査
- 刑事ナッシュ・ブリッジス（#20 キャリー）
- 賢后 衛子夫（衛子夫〈ワン・ルオダン〉[48]）
- コールドケース 迷宮事件簿（エリッサ〈マリソル・ニコルズ〉）
- 恋のからさわぎ（ビアンカ〈メガン・ジェット・マーティン〉）
- コウラン伝 始皇帝の母（李皓鑭〈ウー・ジンイェン〉[49]）
- サマンサ Who?（ウィロー）
- 三国志 Three Kingdoms（孫小妹）
- CSI:4科学捜査班（#2）
- SEAL Team/シール・チーム（マンディ・エリス〈ジェシカ・パレ〉[50]）
- ジェリコ 〜閉ざされた街〜シーズン2
- スーパーナチュラル（#7 ローリー）
- セックス・アンド・ザ・シティ（#2、13、14）
- TOUCH/タッチ（クレア・ホプキンス〈ググ・バサ＝ロー〉）
- 24 -TWENTY FOUR-シーズン3（ジェーン・サンダース）
- 天命（ホン・ダイン〈ソン・ジヒョ〉）
- ナルコス:メキシコ編（ミカ・カマレナ〈アリッサ・ディアス〉）
- にんじん（アガト）
- ネバーエンディング・ストーリー 遥かなる冒険（マーリー）
- ノック! ノック! ようこそベアーハウス（シャドウ）
- ノンストップ・スリラー「暴走地区-ZOO-」（ジェイミー・キャンベル〈クリステン・コノリー〉）
- デッド・ゾーン（ギブソン先生 他）
- トレイター/TRAITOR 国を売った男（ヘリ・ヴィント〈エヴァ・コルディス〉[51]）
- PAN AM/パンナム（ケイト・キャメロン）
- ビバリーヒルズ青春白書
- PING PONG〜ピンポン〜（フー・リー）
- プライベート・プラクティス5（ニーナ）
- フラグルロック（モーキー・フラグル、ゴーグ・ママ）※Apple TV版
- ブラザーズ&シスターズ（リナ）
- フレンズ（#8アンドレア 他）
- ブロードチャーチ〜殺意の町〜（クロエ・ラティマー〈シャーロット・ビューモント〉）※WOWOW版
- ボスを守れ（ノ・ウンソル〈チェ・ガンヒ〉）
- ボディ・オブ・プルーフ 死体の証言（#6ジェニー）
- マイ・スウィート・ソウル（オ・ウンス〈チェ・ガンヒ〉）
- みんなヒーロー!（トゥインクル）
- メルローズ・プレイス（メーガン〈ケリー・ラザフォード〉）
- 流星剣侠伝 大人物（田思思）

#### アニメ
- アドベンチャー・タイム
- アンデルセン・ストーリーズ（王女）
- カーズ・オン・ザ・ロード（アイヴィー）
- キャスパーのクリスマス（ホーリー）
- くまのパディントン（ジュディ・ブラウン）
- クロース（アルバ）
- せいぶのねこキャリー（キャリー保安官）
- ティーモ・シュプリーモ（ジーン）
- プリンス オブ スフィンクス（チッポラ）
- モアナと伝説の海（シーナ）
  - モアナと伝説の海2[52]
- 龍族 -The Blazing Dawn-（ルー・ミンファイの母）

### 音楽CD
- NARUTO ALL STARS
- NARUTO音頭
- 百歌声爛-女性声優編II-

### テレビドラマ
- 女優魂（本物の声優として出演）
- ボク、運命の人です。（声の出演）

### テレビ番組
- 地球ドラマチック「究極のツタンカーメン（前編・後編）」（声の出演）

### 舞台
- 「長靴をはいた猫」（ソンジュ姫）

### CM
- 大塚ベバレジ 「ジャワティ ストレート」RED編

### ボイスオーバー
- 2度目のベトナム 〜おこづかい3万円で充実旅〜

### シリーズ一覧
1. ↑  『WORLD』（2011年）、『OVER WORLD』（2012年）、『GENESIS』（2016年）